# 放學後的昴星團
《放學後的昴星團》是由日本速霸陸汽車與GAINAX合作推出的原創動畫，作品結合了速霸陸的企業識別標誌「昴宿星團」的六顆亮星，是日本首部汽車置入性行銷的網路動畫。
從2011年2月1日起在Youtube上播出，片長每回4至5分左右，4回構成（全23分），公開結束未定。2011年2月7日以『Wish Upon the Pleiades（Hokago no Pleiades）』的標題，正式公開英語字幕版。主角「すばる」即為速霸陸汽車的名字，而打開展望室的鑰匙是像汽車鑰匙一樣的設計，各角色的手杖前端部分是模仿速霸陸主要車款的前端燒烤設計和車燈的表現，手杖所發出的聲音則是汽車引擎聲。
2014年12月16日，官方网站公布了本作的电视动画将于2015年春开始播放的消息，並於2015年4月播出。這是GAINAX公司在2024年5月29日破產前製作的最後一部動畫。

## 緣起
2010年9月28日，「SUBARU x GAINAX Animation Project」官方網站開張。本作品是汽車業首見的原創網路動畫，預計於2011年冬季限定公開。由於作為品牌宣傳，動畫中幾乎不會有汽車登場。
最初，富士重工業希望GAINAX能在動畫中宣傳速霸陸Legacy所採用的汽車防撞系統EyeSight，可是GAINAX認為用動畫表現防撞實在是非常困難，而在動畫中直接讓汽車登場甚至會動搖GAINAX的自尊心。在雙方數次討論後，富士重工業認為「故事裡沒有汽車登場也沒關係」「表現出速霸陸的優點、速霸陸追求創新與挑戰」，而GAINAX認為「這不僅是速霸陸的動畫，作為GAINAX的動畫我們也要主張自己的理念。儘管沒有汽車登場，要有某事物代替汽車來表現出速霸陸的優點」，因此動畫製作便朝「體現速霸陸存在本質」的方向前進。
另外，2011年1月31日於東京都內舉辦的記者發表會，GAINAX的武田康廣與富士重工業網路行銷負責人鈴木曜進行的脫口秀中提到「企劃內容曾考慮『名為齊藤愛（Saitō Ai）的冒失娘、開著車全國旅行並接觸各式各樣的人』，不過隨著6月EyeSight開賣、此企劃便取消了」。
於是，並非於動畫中插入電視廣告、亦非將速霸陸產品置入作品中，而是將以下幾項特點融入作品以達到宣傳目的：
- 動畫名稱的昴星團（Pleiades）與主角名昴琉皆取自速霸陸。
- 瞭望室的鑰匙設計成汽車鑰匙的樣子。
- 魔法杖設計成汽車傳動軸的樣子，在動畫中也直接稱作傳動軸，前端則設計成速霸陸各車種共通的前格柵與車頭燈樣式。魔法杖發出的聲音則是汽車引擎聲。
- 公車站名來自速霸陸各工廠（群馬縣太田市、邑樂郡大泉町的矢島工廠、太田北工廠、大泉工廠）[4]。

2011年1月31日深夜（2月1日凌晨）於YouTube公開播送，亦於澀谷站前的四面電視牆同步播放。
2011年6月4日至同年7月1日，與United Cinemas合作推出期間限定的觀影禮儀宣導片（United Cinemas阿久比店除外），並推出原創紀念商品與飲料。
2013年3月21日本計畫再次啟動，並於同年12月27日宣布推出電視動畫。2014年10月漫畫化並開始在Comic REX連載。另外，電視動畫原本計畫為劇場版動畫，由於華納兄弟娛樂公司的要求而變更為電視動畫。
2015年4月，電視動畫開始播放，並於6月播放完畢，共12話。

## 劇情簡介
「抬頭仰望天空，就能發現那顆閃耀的星星。」
放課後的學校，喜歡星星的少女昴琉用鑰匙打開了展望室，在有如異空間的地方，邂逅了神秘的少年湊。正在回家下樓梯的昴琉不小心踩到普勒阿得斯星人，被拿走了重要的指南針，在尋找時偶然看見了四個穿著如魔女一樣角色扮演的少女，昴琉在少女們中發現好友（葵）的身影…

## 角色
昴琉（Subaru，配音員：高森奈津美（日本））
生日:5月9號   主角。
喜歡星星的少女，粉紅色頭髮、天然呆，動作遲鈍（來自葵對她的評語）。在5人當中最晚成為魔法使。
葵（Aoi，配音員：大橋步夕（日本））
生日:8月30號  昴的兒時玩伴。
戴著眼鏡的藍髮少女，外表中性，其實最喜歡可愛的東西，雖然本人極力隱藏。
伊月（Itsuki，配音員：立野香菜子（日本））
生日:8月5號
黑髮、性格溫和的少女。
光琉（Hikaru，配音員：牧野由依（日本））
生日:4月12號
橘髮、充滿活力的少女。
奈奈子（Nanako，配音員：藤田咲（日本））
生日:10月18號
紫髮少女，平常的穿著是魔女帽和披風，能翻譯會長的語言。
普勒阿得斯星人（Pleiades Seijin，配音員：藤田咲（日本））
普勒阿得斯星人，因為事故而使得宇宙飛行船的碎片七零八落，為了返回普勒阿得斯星而收集引擎的碎片，將魔法杖拿給擁有魔法的少女們使用。被少女們稱呼為「會長」。
湊（Minato，配音員：桑島法子（日本））
生日:4月22號
昴琉在展望室遇見的神秘少年。

## 網路動畫

### 製作人員
- 企劃 ：鈴木曜（富士重工業）、武田康廣（GAINAX）
- 概念藝術・角色原案 ： 菊地大輔
- 角色設計：大塚舞
- 攝影監督：山田豐德
- 3D監督 ：小宮智彦
- 色彩設計：吉村智惠
- 美術監督：加藤浩
- 音響監督：飯田里樹
- 編集：平木大輔
- 音樂：棚橋UNA信仁
- 監督：佐伯昭志
- 原作、動畫制作：GAINAX
- 製作：SUBARU、GAINAX、dentsu、DENTSU razorfish、DENTSU TEC INC.
- 片尾插畫：大塚舞、岩崎將大、三宮昌太、井畑翔太、小野田將人、坂本勝、春藤佳奈、河野恵美、相澤澄江、米山舞、佐伯昭志、菊地大輔

### 主題曲
『放課後のプレアデス』
作詞：熊野清美，作曲、編曲：棚橋UNA信仁 ，主唱：Fragments（高森奈津美、大橋步夕、立野香菜子、牧野由依、藤田咲）

### 各話標題
第1話分開4集播放。
| 話數  | 分割        | 劇本              | 分鏡・演出 | 作畫監督 | 播放日期     |
| ----- | ----------- | ----------------- | ---------- | -------- | ------------ |
| 第1話 | 第1夜-第4夜 | 佐伯昭志 菊地大輔 | 佐伯昭志   | 大塚舞   | 2011年2月1日 |

## 电视动画
2015年4月8日起於朝日放送、TOKYO MX、栃木電視台、群馬電視台、BS富士、AT-X等電視台播出。

### 製作人員
- 原作、動畫製作：GAINAX
- 監督：佐伯昭志
- 角色設計、總作畫監督：大塚舞
- 美術監督：加藤浩
- 色彩設計：吉村智惠
- 攝影監督：石黑晴嗣
- 3DCG監督：白井宏旨
- 剪接：三嶋章紀
- 音響監督：飯田樹
- 企畫協力：富士重工業
- 製作：放學後的昴星團製作委員會

### 主題曲
片頭曲「Stella-rium」（第1話－第11話）
作詞：熊野清美，作曲、編曲：samfree ，主唱：鹿乃
片尾曲（第2話－第12話）
作詞：熊野清美，作曲、編曲：伊藤翼，主唱：Fragments（高森奈津美、大橋步夕、立野香菜子、牧野由依、藤田咲）
插入曲
（第2話）
作詞、作曲：宮沢賢治， 編曲： ，主唱：昴琉（高森奈津美）、葵（大橋歩夕）
「reminiscence」（第8話）
作詞：熊野清美，作曲、編曲：中村博，主唱：奈奈子（藤田咲）

### 各話列表
| 話數   | 日文標題 | 中文標題               | 劇本                   | 分鏡                  | 演出              | 作畫監督                                                       | 片尾插畫 |
| ------ | -------- | ---------------------- | ---------------------- | --------------------- | ----------------- | -------------------------------------------------------------- | -------- |
| 第1話  |          | 流星預報：雨 時有流星  | 佐伯昭志               | 佐伯昭志              | 佐伯昭志          | 大塚舞                                                         | Ditama某 |
| 第2話  |          | 巡星之歌               | 佐伯昭志               | 佐伯昭志 春藤佳奈     | 春藤佳奈          | 橋口隼人                                                       | chan×co  |
| 第3話  |          | 5名灰姑娘              | 佐伯昭志               | 佐伯昭志 井畑翔太     | 井畑翔太          | 清丸悟 村松尚雄（機械） 井畑翔太（效果）                       | 新井圭一 |
| 第4話  |          | 那場夢                 | 浦畑達彥 佐伯昭志 森悠 | 春藤佳奈 佐伯昭志     | 吉田徹            | 西村真理子 村松尚雄（機械）                                    | 未來電機 |
| 第5話  |          | 帽子、冰與公主         | 浦畑達彥               | 大野木彩乃            | 大野木彩乃        | 木野下澄江 村松尚雄（機械）                                    | 水玉子   |
| 第6話  |          | 甦醒之花               | 浦畑達彥 佐伯昭志      | 井畑翔太 佐伯昭志     | 井畑翔太 佐伯昭志 | 清丸悟 村松尚雄（機械）                                        | 藤枝雅   |
| 第7話  |          | 兩件寶物或是草莓的香味 | 森悠                   | 春藤佳奈              | 春藤佳奈          | 木村將司 木野下澄江 村松尚雄（機械）                           | mizuki   |
| 第8話  |          | 奈奈子13               | 浦畑達彥               | 春藤佳奈 佐伯昭志     | 玉田博            | 橋口隼人 空賀萌香                                              |          |
| 第9話  |          | 天文館密會             | 森悠                   | 吉田徹                | 吉田徹            | 西野真理子 木野下澄江                                          | 品川宏樹 |
| 第10話 |          | 閃亮的夜晚             | 森悠                   | 春藤佳奈              | 春藤佳奈          | Kim Jeong Eun 南方麻奈美、大村将司 池森繪美、梅下麻奈未 清丸悟 |          |
| 第11話 |          | 最後的光與他的名字     | 森悠 浦畑達彥 佐伯昭志 | 村川健一郎 中山奈緒美 | 佐伯昭志          | 木野下澄江                                                     | bob      |
| 第12話 |          | 海灘上                 | 森悠 浦畑達彥 佐伯昭志 | 佐伯昭志              | 佐伯昭志          | 大塚舞 清丸悟                                                  | 大塚舞   |

### 播放電視台
日本深夜動畫：下文記載的日本国内播放時間使用日本標準時間（UTC+9）表示。因為部分時間标识會採用30小时制，因此請留意这类超过24:00的时间，其實際播放時間為翌日清晨。
| 播放地區   | 播放電視台     | 播放日期               | 播放時間（UTC+9）   | 所屬聯播網 | 備註                   |
| ---------- | -------------- | ---------------------- | ------------------- | ---------- | ---------------------- |
| 近畿廣域圏 | 朝日放送       | 2015年4月8日－6月24日  | 星期三 26:44－27:14 | 朝日電視網 |                        |
| 東京都     | TOKYO MX       | 2015年4月9日－6月25日  | 星期四 24:00－24:30 | 獨立局     |                        |
| 栃木県     | 栃木電視台     | 2015年4月9日－6月25日  | 星期四 24:30－25:00 | 獨立局     |                        |
| 群馬県     | 群馬電視台     | 2015年4月9日－6月25日  | 星期四 24:30－25:00 | 獨立局     |                        |
| 日本全國   | BS富士         | 2015年4月12日－6月28日 | 星期日 24:30－25:00 | 富士電視網 |                        |
| 日本全國   | AT-X           | 2015年4月13日－6月29日 | 星期一 23:30－24:00 | CS衛星放送 | 有重播                 |
| 日本全國   | NICONICO頻道   | 2015年4月15日－7月1日  | 星期三 12:00 更新   | 網絡電視   | 最新話一星期內免費配信 |
| 日本全國   | BANDAI CHANNEL | 2015年4月15日－7月1日  | 星期三 12:00 更新   | 網絡電視   | 最新話一星期內免費配信 |
| 日本全國   | NICONICO直播   | 2015年4月15日－7月1日  | 星期三 24:00－24:30 | 網絡電視   |                        |
| 日本全國   | Kids Station   | 2015年7月2日－9月17日  | 星期四 23:00－23:30 | CS衛星放送 | 有重播                 |

## 外部連結
- SUBARU x GAINAX Animation Project （页面存档备份，存于） （日語）
- YouTube『放學後的昴星團』公式網頁 （页面存档备份，存于） （日語）
- 『劇場版 放課後的昴星團 Manners Movie』公開紀念活動[永久] （日語）
- 放課後的昴星團｜星期三動畫「週三」 （页面存档备份，存于） - ABC電視 （日語）
- 放課後的昴星團的X（前Twitter） （日語）